# 웃음소리 (드라마)
《웃음소리》는 1985년 4월 14일에 MBC TV에서 방영되었던 베스트셀러극장이다.

## 출연
- 정애리
- 연현철
- 정애란
- 박규채
- 홍성민
- 이수나
- 정진
- 주진모
- 변희봉
- 백인철
- 박희우
- 장희용
- 김환교
- 장윤주
- 정영자
- 김경집
- 이영호
- 정강영
- 김성욱
- 최종미
- 박진성